# ポケットパーク

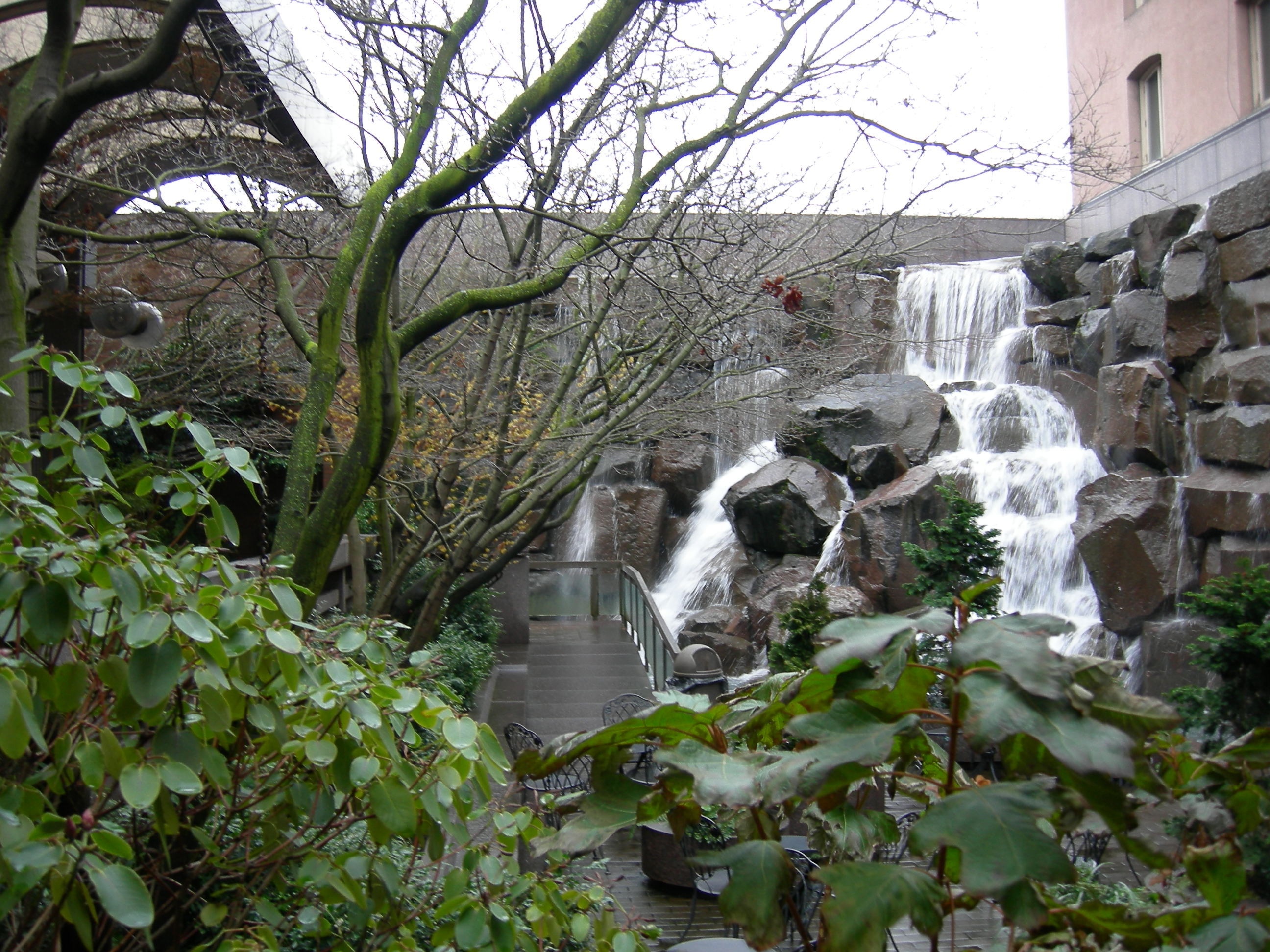
ワシントン州シアトルのパイオニアスクエアの噴水

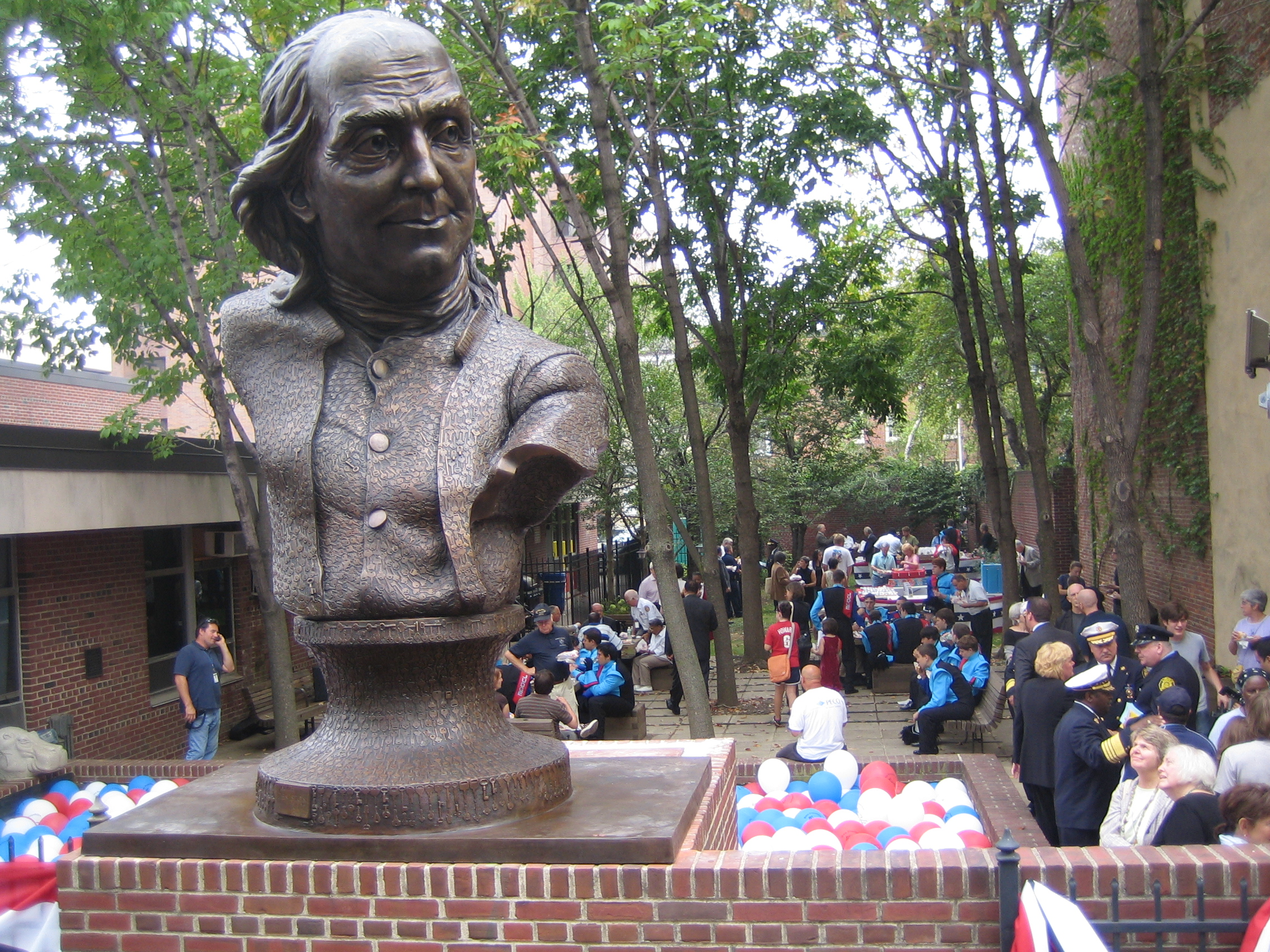
フィラデルフィアの旧市内にある0.15エーカー程のポケットパーク、ジラール噴水公園

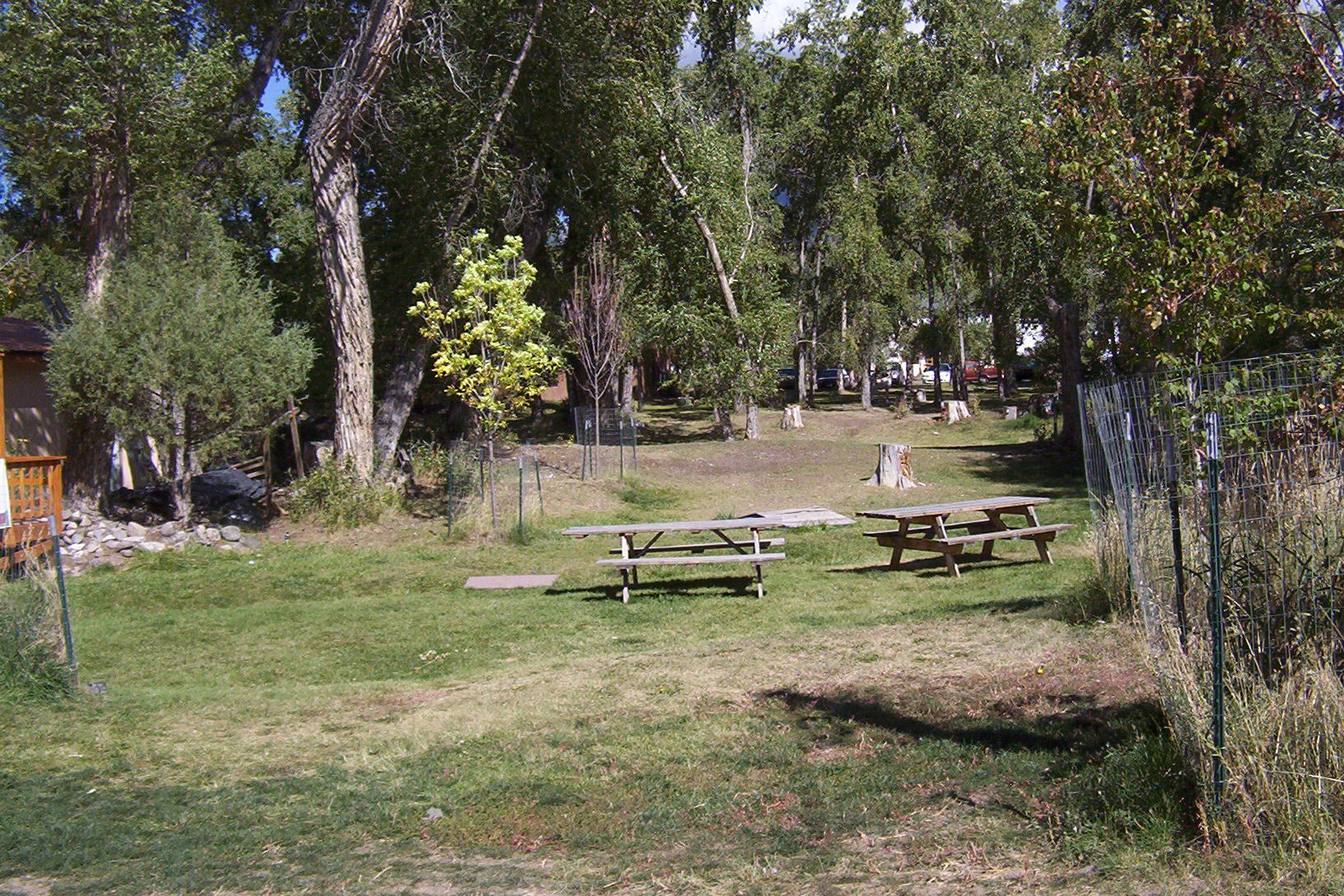
コロラド州クレストンのリトルパール・パーク

ポケットパーク（pocket park）とは、「ベスト・ポケット・パーク」の略で、洋服のチョッキ「ベスト」についているポケットのように小さい規模の公園、を意味している。

## 概要
その語源は1967年につくられたニューヨークの「ペイリーパーク」（Paley Park）がはじまりといわれている。
日本においては1980年ごろに入り始められ、80年代に関連した事業が、全国的に普及し、都市デザインのなかにとりいれられはじめ、街路整備事業や公共施設前空間の修復、商店街活性化のための高度化事業等といったさまざまなメニューのなかに、ポケットパークが脚光を浴びていった。比較的噺しい都市デザイン手法であるが、ポケットパークとしてデザインされた例も数が増え、ポケットパークという名称自体も浸透し始めているが、専門分野においてのまた法的な明確な定義づけはなされていないため、事例や内容はまちまちでポケットの意味するニュアンスも多少異なっている。
一般に、公園は広くとられるようにいわれ、日本でも広場公園等の国庫補助の基準は0.05ヘクタール以上あることが条件になっている。広々としたオープンスペースは、憩いやレクリエーション、スポーツなど多くの機能を多くの人々に享受させ、また広々としているがゆえの快適性を醸しだすが、都市のなかのわずかな空間を利用して歩行者や住民に休息や語らいの場所を提供し、都市環境の向上と改善に役立たせるのが、市街の一角につくられるポケットパークであり、ミニならミニなりのよさがあり、ポケットパークでなければ味わえない風味やイメージ、価値もあり、高層のなかの気くばりされた小広場空間には、広々としたオープンスペースの心地よさとは違った快適性がある。このため、ミニの特性を発揮して、いろんな立地場所によって、その場の雰囲気に適したさまざまなメニューのポケットパークが展開されはじめている。

## 日本的ポケットパークの展開
日本の場合多少なりとも全国の自冶体では小広場空間は、戦前から戦後にかけても全国ですでにいくつか創出しており、戦災復興土地区画整理事業等の過程のなかであっても、わずかであっても創出してきた。 (PDF) たとえば北九州市で1954年(昭和29年)に完成した金田公園は面積は523平方メートルで、1978年完成の市民憩いの広場は627平方メートル程度である。
アメリカのポケットパークの観念は、日本では、1973年にホイットニー・ノース・ セイモアの『Small Urban Space』が小沢明によって『スモールアーバンスペース―都市のヴェストポケット』 (1973年、彰国社、ASIN B000J91NJO）として日本語版に翻訳され出版された。このことが一つの契機になっている。その間1970年代から日本でも中心市街地の超高層ビル建設に伴い、公開空地の創出は行ってきていた。
1980年代に入り、今度は街中へ行政主導型の小広場空間を創出していく施策が現われはじめた。
1981年(昭和56年)に、旧建設省で推進する「広場公園」の国庫補助制度が誕生した。これは、都心の歩行者の多い沿道、駅前、中高層ビル街の一角等に設置し、市民の休息、語らいの場としてふさわしい広場的機能を有する空間をめざしたものであった。
自治体レベルでは、1980年から岐阜市はポケットパーク整備事業として市が単独で予算化して行っている。こうして岐阜市の「鵜かがり」が1981年3月に完成した。ポケットパークという名称をつけた事業としては、全国的にも先駆けていた。
さらにスポット的整備で面積スケールが小さくなる岐阜県高山市のまちかど整備事業が、1980年度から3年かけて、高山市第3次総合計画に位置づけ実施された。
1982年には、建設省の補助事業として、広場公園に引き続いてポケットスペース事業が開始された。これは、街路の幅員構成を超える部分をポケットスペースと呼び、歩行者空間の円滑化快適化を図る目的から道路改良または橋梁整備等の他工種の一環として補助対象としたものてある。こうして同年、足利学校周辺地区における大日大門ポケットスペースが完成している。
1983年には、タウンスクエア補助制度、ができる。これは、憩いの空間を確保するため、歩行者の休憩やつどいの場となるとともに歩道部分等と一体に整備し、あわせて都市景観の向上や都市環境の改善を目的にしている。
初年度には前橋市に三の丸緑地、豊科町に成相緑地、長浜市に舟町公園、呉市に幸町緑地、北九州市に香春タウンスクエア、の5か所ができている。
なお、広場公園とタウンスクエア補助制度は、公園的性格から0.05ヘクタール以上という国庫補助の面積制限があるのに対し、街路事業の一興であるポケットスペースには面積制限は設けていない。
こうして施策は日本では国レベルの補助事業の対象となっている「ポケットスペース」「タウンスクエア」といったものもいずれも小規模で、街路スペースを活用した東京都建設局の「まちかど庭園」や東京都墨田区の「路地尊」というスタイルのものや、東京都世田谷区の「にわ広場」、東京都豊島区の「辻広場」
、大阪市「みちばた広場」、同じく大阪市や名古屋市の「街園」、高山市、尼崎市などの「まちかど」、埼玉県草加市、「アメニティスポット」、岐阜市の「スポットパーク」盛岡市の「グリーンプロット」といった各自治体レベルのものまで、さまざまてある。また大阪園際花と緑の博覧会では「スポットガーデン」なる言葉が現われている。ポケットパークは、あらゆる種類があり、いろんな立地が可能であり、また呼び名も「小公園」「ミニパーク」と呼んだり、多々できている。
ポケットパークを成立させる要件として、小規模の空間であること、人のために修景化されていること、都市や集落空間において自由な空間で不特定多数の人たちが、自由な時間に自由に利用ができる空間であること、ただし公共空間における管理上の規制は可能であること、以上の条件を備えた空間を総称して、一般的に呼称している。ミニであるがゆえの空間であるならある程度以上の規模をもったものは単に公園や広場となり、このカテゴリーには属さなくなる。事実、高山市のまちかど整備事業のように要所のスポットを修景化したもの、東京都江戸川区のポケットパークのようにバス停まわりを修景したものは、非常に面積が小さい一方、大阪市のやんぐすくえあのようにポケットパークと呼んでいても面積が1,000平方メートルをこすものもある。東京都の歴史と文化の散歩道で整備しているスポットのスペースは面積1,000平方メートル以下ということをうたっているが一般的に都市基幹公園における街区公園の基準面積は0.25ヘクタールであり、できれば0.05ヘクタール以上とるように指導している。国庫補助では0.1ヘクタール以上を対象ということをみると、街区公園以下の規模という設定から500平方メートル以下で、大阪市の街園を例にとると、500平方メートル以下のものは街路胆当が管理しており、500平方メートルを超すものは公園部局が管理担当としている。

## 日本の例
- 日本看護協会ビルポケットパーク(東京都渋谷区)
- 高知空港緑の広場「展望ポケットパーク」
- まちといえの境界空間、ポケットパークを持つ-浦和元町の家
- アクロスシティ中野坂上のポケットパーク
- 太子堂 (世田谷区)地区のポケットパーク
- みどりの一里塚モデル事業-道の駅千枚田ポケットパーク
- ABCセンター ABCポケットパーク
- 岸田家#ポケットパーク/小牧宿 小牧御殿ポケットパーク
- 緑 (守谷市)じゅうみょうだいポケットパーク・すみがま東ポケットパーク
- 曽々木海岸窓岩ポケットパーク
- 愛知川宿ポケットパーク
- 郡上八幡水の町ポケットパーク
- 大町市ポケットパーク
- 金沢市立内川中学校菊水分校跡地菊水町ポケットパーク
- 小田原錦通り商店街入り口小スペース「北条ポケットパーク」
- 合羽橋交差点・かっぱ橋道具街ポケットパーク-かっぱ河太郎像が建立
- 道の駅桜峠ポケットパーク
- 新三郷ららシティポケットパーク
- ココネ上福岡ココネポケットパーク
- 城崎・薬師ポケットパーク
- 宝立山ポケットパーク
- しょうにん通り商店街ポケットパーク
- 中里遺跡 (小田原市)ポケットパーク
- 四日市宿内部川・東海道五十三次のポケットパーク
- 那覇市・ぶんかテンブス館前ポケットパーク
- 佐倉南志津ポケットパーク
- 湯沢町足湯ポケットパーク
- 福井県道803号北潟湖畔自転車道線ポケットパーク
- 大井町 (埼玉県)東台金山公園
- 定禅寺通りポケットパーク
- 祇園橋横のポケットパーク（熊本市細工町5丁目）
- 珠洲道路の駒渡ポケットパーク
- 小蓋宮ポケットパーク(茨城県古河市)
- 乃木神社参道ポケットパーク
- 清須市新川橋詰ポケットパーク
- 静岡市立城山中学校城山の梅園ポケットパーク
- 豊中ポケットパーク
- 湯河原駅ポケットパーク「一升石」
- ポケットパーク「五箇山麦屋節の里」
- あつみ温泉御清水ポケットパーク
- 福島西道路デッドスペース
- 池田市栄本町ポケットパーク-ビリケンさんがいる
- 小倉公園ポケットパーク
- 百人町 ポケットパーク群-狭隘な路地解消整備等での都市防災不燃化促進事業
- 亀有銀座商店会ゆうろーど中央ポケットパーク -「少年両さん像」が設置されている
- くまもとアートポリス菊池市街地ポケットパーク「横町ポケットパーク」「切明ポケットパーク」-足湯
- 見附市ポケットパーク「新潟の重心地」
- 姫路市道白国増位線ポケットパーク
- 知る区ロード#オアシス